# Necropoli di Sas Concas
La necropoli di Sas Concas è un sito archeologico preistorico situato nel comune di Oniferi, in provincia di Nuoro. 

## Descrizione
Il complesso è composto da venti sepolture a domus de janas scavate nella trachite rossa ed è stato datato al III millennio a.C. (Cultura di Abealzu-Filigosa). Una delle sue caratteristiche principali sono i petroglifi rappresentati il "capovolto", una figura umana stilizzata a testa in giù, incisi all'interno di due domus.

## Scavi
Il sito è stato oggetto di campagne di scavi negli anni sessanta e settanta.